# Amtshaus Worbis

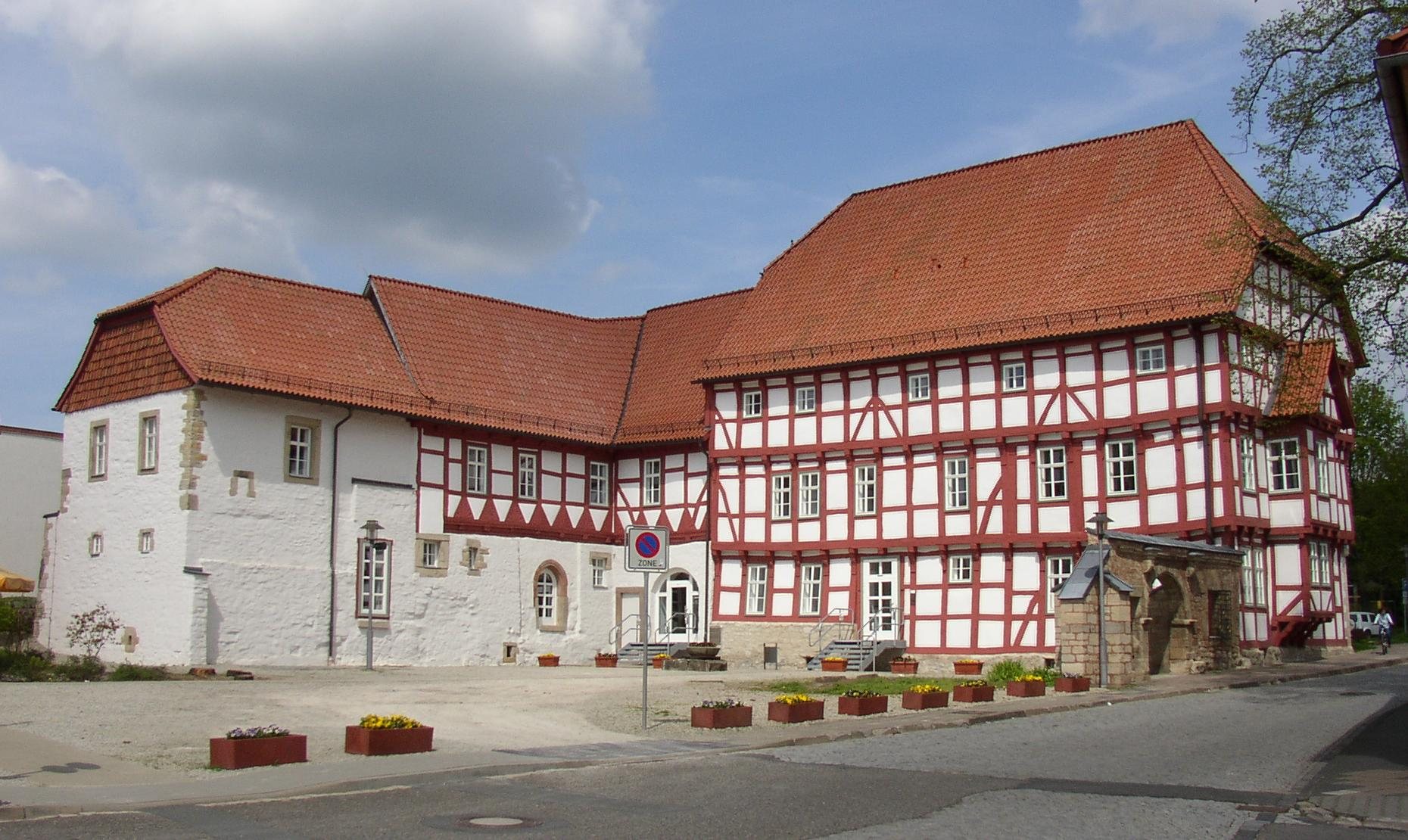
Das ehemalige Amtshaus oder Rentamt in Worbis

Das frühere Amtshaus, auch Rentamt genannt, und jetzige Rathaus Worbis ist ein historisches Gebäude in Worbis, einem Stadtteil von Leinefelde-Worbis im thüringischen Landkreis Eichsfeld.

## Lage

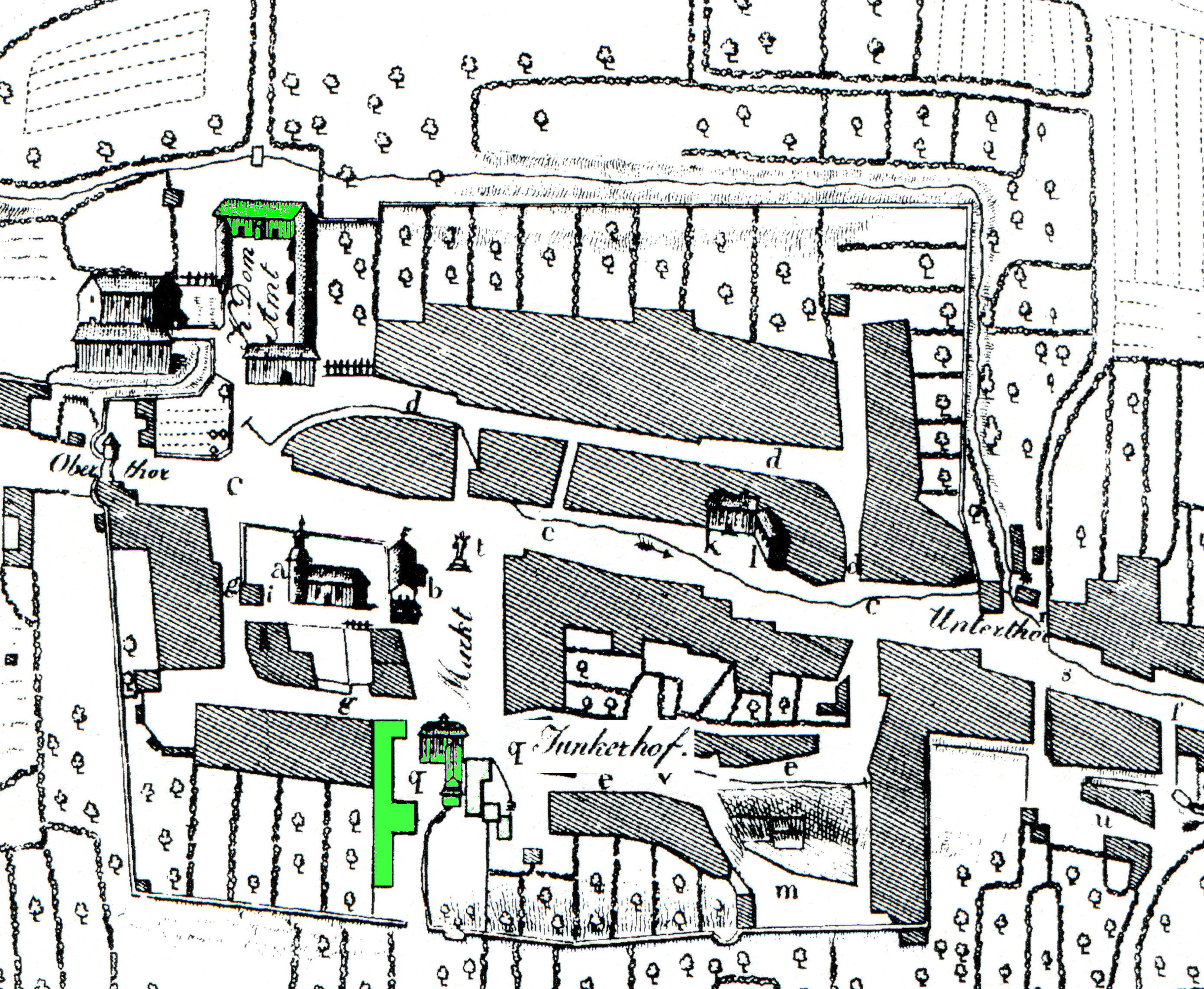
Der

Der Gebäudekomplex befindet sich am nordwestlichen Rand des historischen Stadtzentrums von Worbis im Straßeneck zwischen Amtsstraße und Obertor. Die Freifläche des ehemaligen Innenhofes schließt sich unmittelbar an den benachbarten Rossmarkt an.

## Geschichte

### Burg Worbis
Als erste befestigte Anlage wurde die Burg Worbis vermutlich im 12. Jahrhundert von den Herren von Worbis errichtet. Mit Giselher von Worbis wird 1209 ein Adliger als Zeuge einer Verpfändung an das Kloster Reifenstein erwähnt. Mitglieder der Adelsfamilie von Worbis waren die ersten bekannten Burgherren, die sich nach dem Ort benannten. Lehnsherren waren die Grafen von Lohra, die Grafen von Beichlingen (1234) und dann die Wettiner als Thüringer Landgrafen (1289–1336). Schriftlich erwähnt wird die Burg 1289 im Zusammenhang mit dem teilweisen Verkauf an die Landgrafen von Thüringen. Bei der Burg handelte es sich um eine Wasserburg, die unmittelbar an die Stadt angrenzte. Dicht nördlich vom Burggelände befindet sich der Flutgraben bzw. Ritterbach, von dem ausreichend Wasser für den Burggraben zur Verfügung stand. Inwieweit die Burganlage mit der im 13. Jahrhundert errichteten Stadtmauer in Verbindung stand, ist nicht genau bekannt, vermutlich befand sie sich außerhalb der frühen Stadtanlage und wurde erst mit Erweiterung der Stadt in deren Befestigung einbezogen.
Nach einem Vertrag von 1350 zwischen dem Landgrafen und dem Mainzer Kurfürsten wird die Herrschaft über Worbis gemeinsam ausgeübt. Zwischen 1375 und 1381 kommt es zu Streitigkeiten um die Besetzung des Erzbischofs in Mainz. Bei kriegerischen Auseinandersetzungen, die besonders in Thüringen und im Eichsfeld ausgetragen wurden, nahmen Bürger von Duderstadt und Heiligenstadt sowie mainzischen Lehensleute die landgräflich-thüringischen Burgen und Burg Worbis ein und übergaben sie an Adolf von Nassau.
Nachdem die Burg und die Stadt etwa 1381 komplett in den Besitz der Mainzer Kurfürsten gelangten, wurde der Burgbezirk zum Kurmainzer Gericht oder Amt Worbis. Zum Amtsbezirk gehörten neben Worbis, dem benachbarte Breitenbach auch die Wüstungen Ritterbach und Sifferterode. Kurfürst Adolf von Nassau verpfändete das Amt 1381 zusammen mit dem benachbarten Amt Harburg für fast 200 Jahre an die von Bültzingslöwen, erst 1575 wurde diese Pfandschaft durch die Kurfürsten wieder eingelöst.
Im Bauernkrieg 1525 wurde die Burg zerstört, 1575 schließlich abgerissen und als heutiges Amtshaus auf den Fundamenten der alten Burg wieder aufgebaut.
Auf der Burg und Stadt Worbis waren folgende Burgherren und Lehnsleute feststellbar:
- Herren von Worbis
- 1255 Konrad von Bilshausen (Beichlinger Vogt)
- 1292, 1299 Conrad von Sollstedt (advocati in Worbis)
- 1302 Friedrich (von Orschel), Vogt zu Worbis[7] und 1311
- 1311 Eckard Wolf (Burgmann)
- 1319 Conrad von Worbis
- 1336 Hermann und Gottfried von Uslar
- 1350 Ludolf und Otto von Ebeleylin und Appel von Sebeche (für den Landgräflichen Anteil an Stadt und Gericht Worbis und die Harburg)
- um 1351 Bertold von Worbis und Johann von Wintzingerode (für den Mainzer Anteil)
- vor 1389 Kurt und Friedrich von Byle (für den Landgräflichen Anteil)
- 1381–1574 Herren von Bültzingsleben (als Kurmainzische Lehnsnehmer)

### Amtshaus/Rentamt

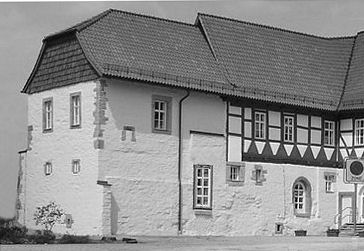
Teilansicht des Patrimonialgericht-Gebäudes der Bültzingslöwen im 16. Jahrhundert

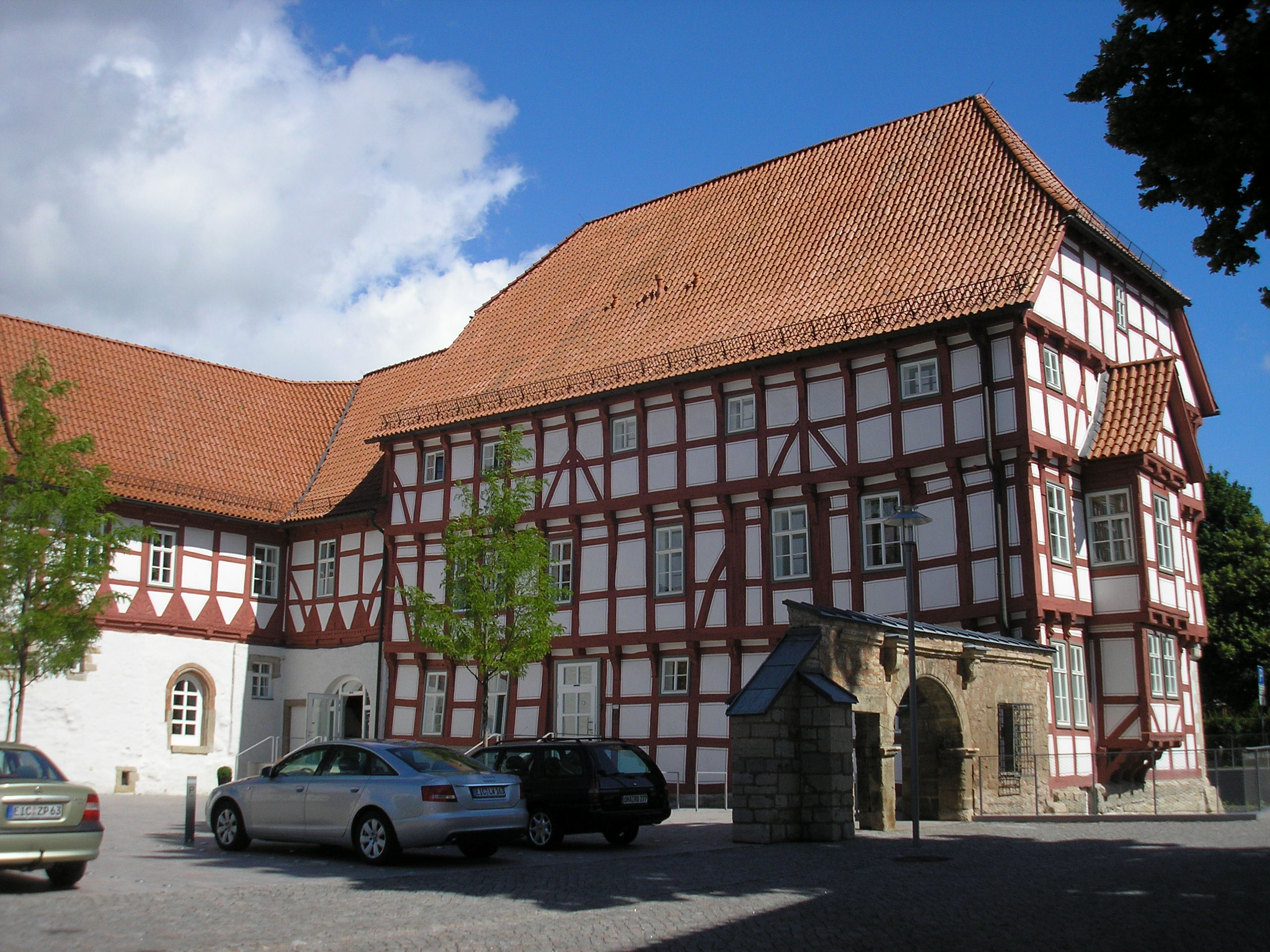
Der Nordflügel im Fachwerkstil der Renaissance und Rundbogentor

Nachdem die Wasserburg im Bauernkrieg zerstört wurde, setzten die Herren von Bültzingslöwen die Burg vermutlich wieder instand, wovon Teile des Westflügels erhalten sind. Dazu benutzten sie auch Baumaterial aus der zerstörten Harburg. Unter den Mainzer Kurfürsten wurde das Burgareal ab 1574 als Amtshaus neu aufgebaut und war dann Sitz der Kurmainzer Amtsvögte. Es entstand eine dreiflüglige Anlage mit Graben und einer Zugbrücke als Zugang aus östlicher Richtung. Der Nordtrakt wurde in der Fachwerkbauweise der Spätrenaissance erbaut. Er beherbergte als „Altes Gericht“ die Gerichtsstube, Kerker und Folterkammer. Der Amtsvogt wohnte ebenfalls in dem Gebäude. Der Südflügel wurde Anfang des 19. Jahrhunderts abgerissen und die Gräben schrittweise aufgefüllt. Der Torbogen stammt aus dem Jahr 1733. Der Name Rentamt entstand, weil dort die feudalen Abgaben oder Renten zu entrichten waren.
Nach der Inbesitznahme des Eichsfeldes durch das Königreich Preußen wurde hier das Amtsgericht für die Stadt und den späteren Kreis Worbis eingerichtet. Östlich angrenzend an das Rentamt befand sich noch ein zum Amtsbezirk gehöriger Wirtschaftshof. Dieser wurde zum Königlich Preußischen Domänenamt. Nachdem das alte Rathaus neben der Stadtkirche 1864 abgebrannt ist, wurde das Amtshaus zum Rathaus der Stadt Worbis.

### Kurmainzer Amt Harburg-Worbis

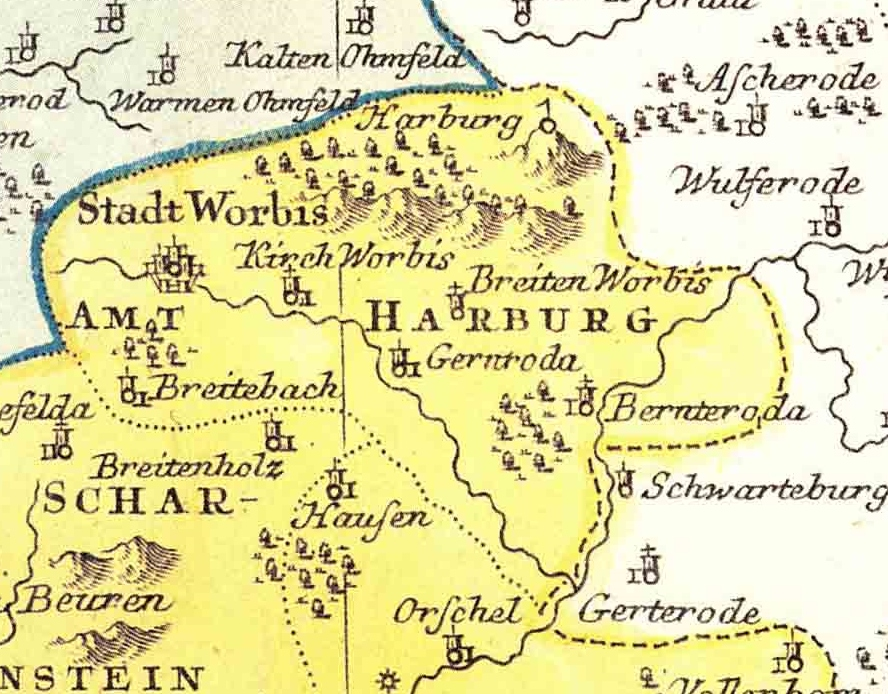
Das Amt Harburg-Worbis im Jahre 1759

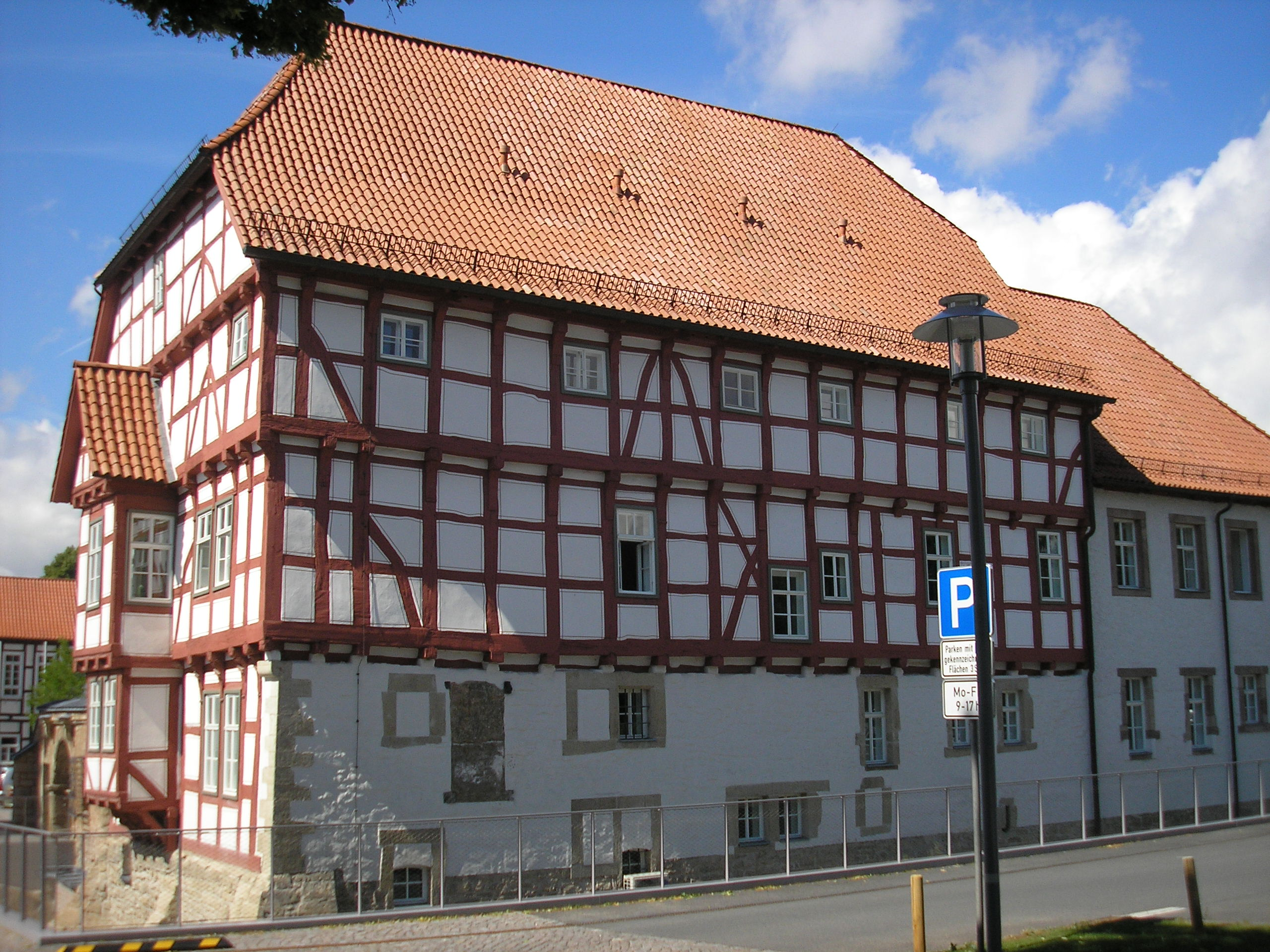
Das ehemalige Amtshaus und Rentamt wurde auf den Resten der Wasserburg Worbis erbaut

Zur Zeit der Grafen von Beichlingen umfasste der Gerichtsbezirk nicht nur die Stadt, sondern vermutlich die Gegend östlich bis nahe der Burg Lohra. Mit dem Besitzerwechseln im 13./14. Jahrhundert wurde der Gerichtsbezirk stark eingegrenzt. Zum Amt Worbis zählten nur noch das benachbarte Breitenbach und die Wüstungen Ritterbach und Sifferterode. Nachdem die Burg Harburg zerstört worden war, wurden 1574 das benachbarte Amt Harburg und das Amt Worbis zum Amt Harburg-Worbis vereint und der Amtssitz für das gemeinsame Amt nach Worbis verlegt. Die Behörde setzte sich mehrheitlich aus folgenden Personen zusammen: dem Amtsvogt, dem Amtsrichter, dem Amtsaktuar, dem Amtsschreiber und dem Amtspedell. Südöstlich von Worbis befindet sich noch heute der Galgenberg, vermutlich die Richtstätte des Amtsbezirkes. Der Henker von Worbis wohnte vor dem Untertor. Folgende Amtsvögte sind nachgewiesen:
- 1574–1605 Johannes Stauffenbühl
- 1605–1611 Johannes Camerarius
- 1611–1640 Christoph Bucher
- 1640–1643 Hunold Starke
- 1643–1651 Johannes Hirstell
- 1655–1675 Bernhard Köhler
- 1675–1677 Georg Wilhelm von Zwehl
- 1679–1690 Hermann Bernhard Möring
- 1690–1715 Heinrich Adam Streit
- 1715–1757 Johann Joachim Wagner
- 1757–1776 Josef Anton Wagner
- 1776–1780 Johann Georg Fiedler
- 1781–1799 Friedrich Gottfried Gerhardi
- 1800–1802 Johann Georg Jagemann

## Heutiger Zustand
Die heutige noch zweiflüglige Anlage wurde umfassend restauriert und die alten Grabenanlage teilweise wieder hergestellt. Im Nordwestflügel des Amtshauses findet man noch gotische Reste. Hier befinden sich jetzt einige Verwaltungsbehörden und das Standesamt der Stadt Leinefelde-Worbis im Gebäude.